# Max Baumbach
Max Baumbach, né le 28 novembre 1859 à Wurzen et mort le 4 octobre 1915 à Berlin, est un sculpteur allemand appartenant à l'école de Berlin.

## Biographie
Baumbach apprend la sculpture auprès de Fritz Schaper et de Carl Begas, à l'académie des arts de Berlin. Il expose à partir de 1885 et présente quelques œuvres à Munich (1892) et Chicago (1893), où il est remarqué. Il se spécialise dans des œuvres monumentales à la gloire de héros allemands et il est particulièrement prisé de l'époque. Ses contemporains apprécient son monument du Tiergarten, aujourd'hui disparu, qui se trouvait allée de la Victoire et qui représentait Othon III et Jean Ier de Brandebourg, flanqués du prévôt Siméon de Cologne et de Marsilius de Berlin.
Baumbach est aussi l'auteur d'une statue équestre d'Albert de Saxe à Dresde et d'une autre de Frédéric III à Wœrth, aujourd'hui détruite, ainsi que d'un bronze représentant Seydlitz à Trebnitz. Il a sculpté aussi le groupe des cinq princes protestataires de 1529, appelant à la Réforme protestante et qui se trouve à l'église de la Commémoration de Spire.
Max Baumbach est enterré au cimetière de Wilmersdorf de Berlin.

## Quelques œuvres

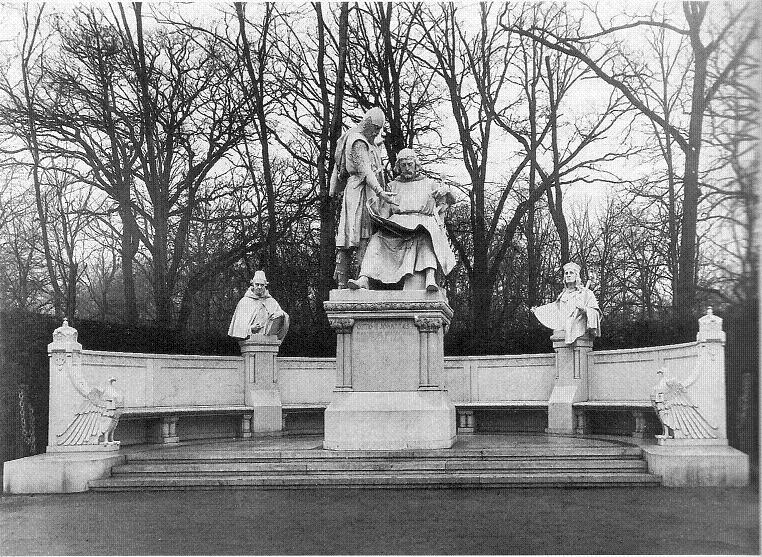
Monument de l'allée de la Victoire représentant Othon III et Jean de Brandebourg
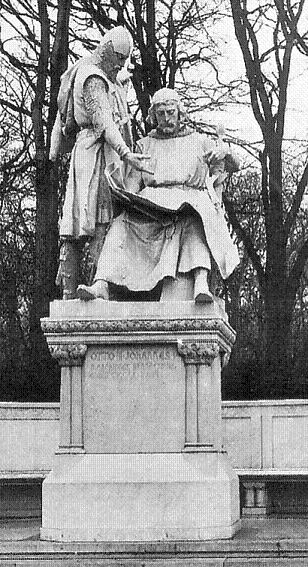
Les mêmes de plus près
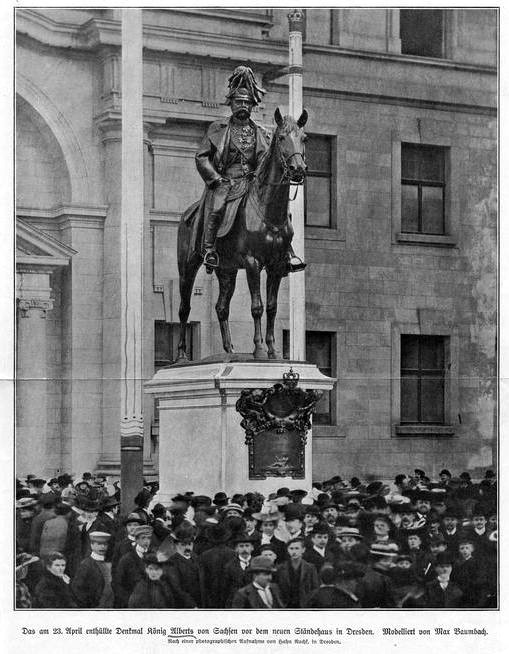
Statue d'Albert de Saxe à Dresde
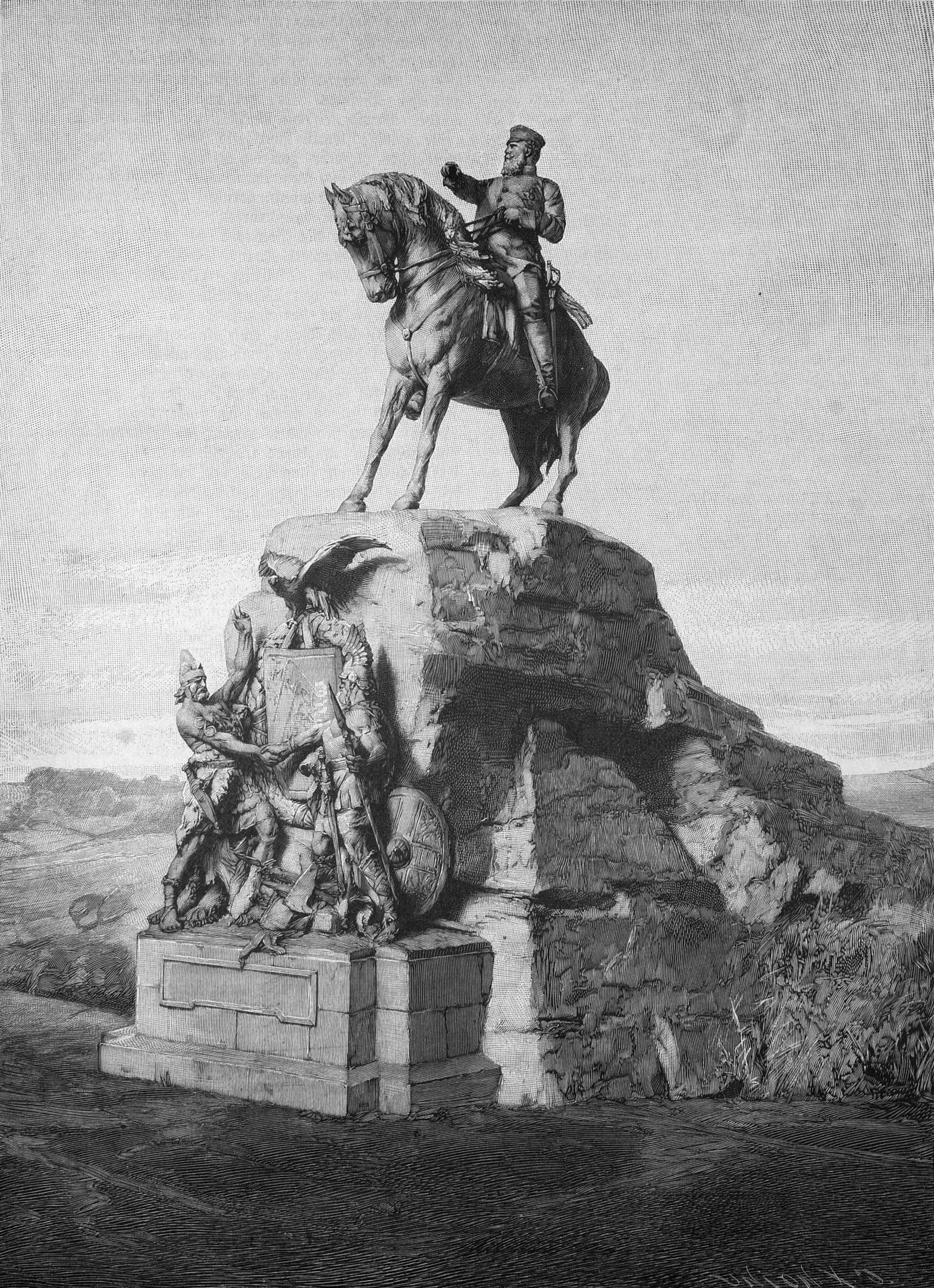
Illustration dans Die Gartenlaube représentant la statue équestre de Frédéric III à Wœrth
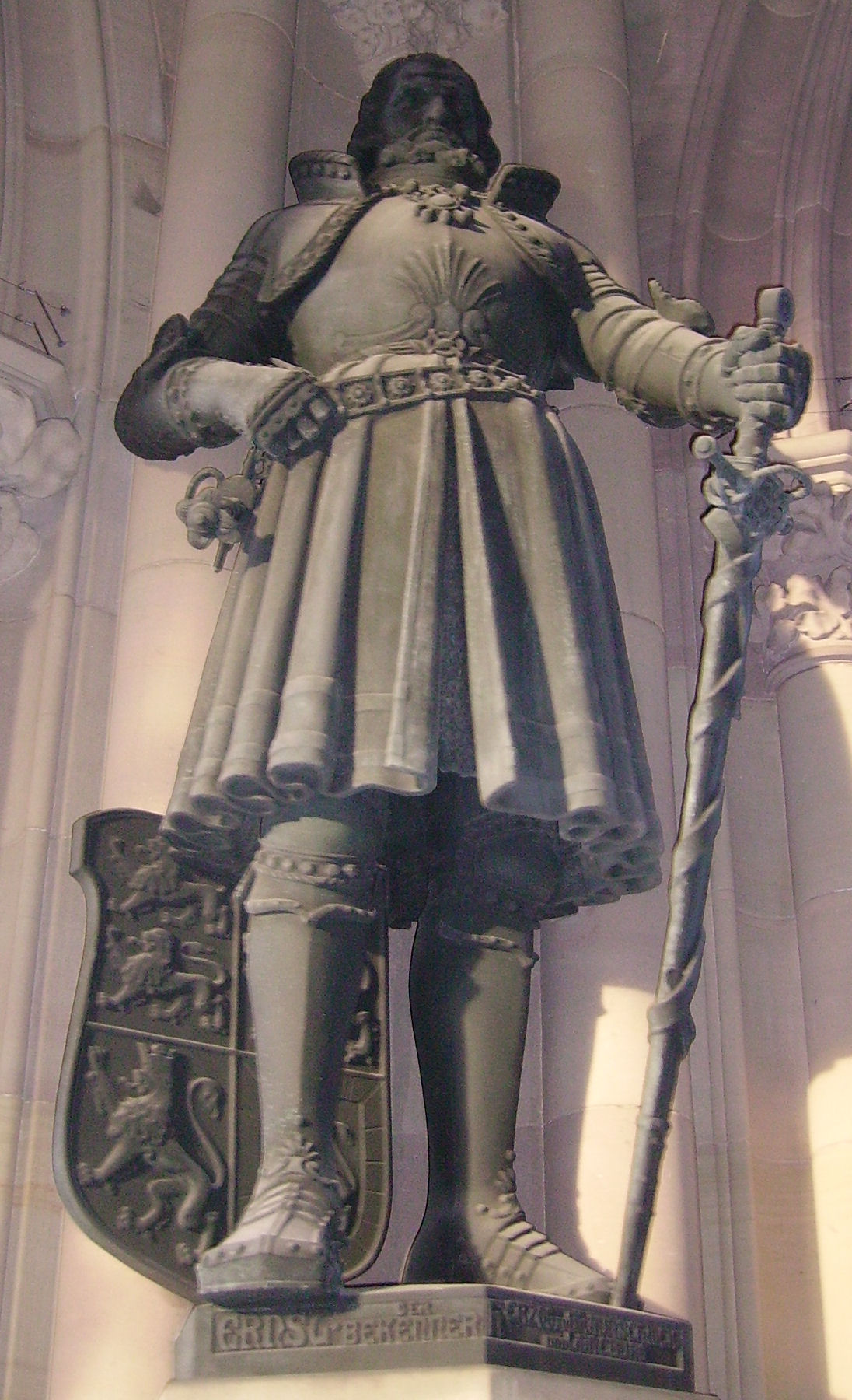
Statue d'Ernest Ier de Brunswick-Lunebourg à l'église de la Commémoration (Spire)